# Benjamin Wegner Nørregaard
Benjamin Wegner Nørregaard (Kristiansand, 1861. október 3. – Asker, 1935. április 24.) norvég újságíró, diplomata és író. A bokszerlázadás idején a Tiencsini Ideiglenes Kormány munkaügyi minisztere volt, de ismert haditudósításairól is, amelyeket például a Daily Mailnek küldött.